# Грэм, Лен
Уи́льям Джо́рдж Леона́рд Грэм (англ. William George Leonard Graham; 17 октября 1925, Белфаст — 30 сентября 2007, Блэкпул, Северо-Западная Англия) — североирландский футболист и футбольный тренер, играл на позиции защитника. Участник чемпионата мира по футболу 1958 года.

## Биография

### Клубная карьера
Поиграв за «Брэнтвуд», Грэм в 1949 году перешёл в английский клуб «Донкастер Роверс», выступваший в то время в Третьем северном дивизионе. Дебютировал за новую команду 18 марта 1950 года в матче с клубом «Рексем»; «Донкастер» выиграл со счётом 2:0. По итогам сезона 1949/50 «донни» вышли во Второй дивизион, где играли в течение семи сезонов.
По итогам сезона 1957/58 «Донкастер» вылетел в Третий дивизион и в ноябре 1958 года Грэм перешёл в «Торки Юнайтед». Завершил карьеру в клубе «Ардс» в 1960 году, в котором отыграл один сезон и был играющим тренером.

### Карьера в сборной
Дебютировал за сборную Северной Ирландии 7 марта 1951 года в товарищеском матче со сборной Уэльса, который валлийцы выиграли со счётом 2:1. Был в заявке сборной на чемпионате мира по футболу 1958 года, но на турнире был запасным и на поле не вышел.
Всего за сборную Северной Ирландии сыграл 14 матчей, в которых не отметился забитыми мячами.

### Смерть
Скончался 30 сентября 2007 года в Блэкпуле в возрасте 81 года.